# Route 306 (Nouvelle-Écosse)
Pour les articles homonymes, voir Route 306.
La route 306 est une route secondaire de la Nouvelle-Écosse d'orientation nord-sud située dans le sud de la province, au sud d'Halifax. Elle est une route faiblement empruntée, la route 349, route parallèle à la 306, étant plus empruntée. De plus, elle mesure 19 kilomètres et est une route pavée sur l'entièreté de son tracé.

## Tracé
La route 306 débute à Sambro, sur la route 349. Elle se dirige vers le nord pendant 15 kilomètres dans une région boisée, suivant la réserve provinciale de Terence Bay et le parc provincial Long Lake à l'est. Elle entre ensuite dans le quartier de Spryfield, où elle emprunte toujours la rue Old Sambro. Elle se termine sur la route 349.

## Communautés traversées
1. Sambro
2. Williamswood
3. Harrietsfield
4. Spryfield